# 31. Kongress der Vereinigten Staaten
Der 31. Kongress der Vereinigten Staaten, bestehend aus dem Repräsentantenhaus und dem Senat, war die Legislative der Vereinigten Staaten. Seine Legislaturperiode dauerte vom 4. März 1849 bis zum 4. März 1851. Alle Abgeordneten des Repräsentantenhauses sowie ein Drittel der Senatoren (Klasse III) waren 1848 bei den Kongresswahlen gewählt worden. Dabei ergab sich in beiden Kammern eine Mehrheit für die Demokratische Partei. Der Whig Party blieb nur die Rolle als Oppositionspartei. Der Kongress tagte in der amerikanischen Bundeshauptstadt Washington, D.C. Präsident war Zachary Taylor bzw. Millard Fillmore von der Whig Party. Die Vereinigten Staaten bestanden damals aus 30 Bundesstaaten. Im Jahr 1850 kam Kalifornien als 31. Staat hinzu. Die Sitzverteilung im Repräsentantenhaus basierte auf der Volkszählung von 1840.

## Wichtige Ereignisse
Siehe auch 1849, 1850 und 1851
- 4. März 1849: Beginn der Legislaturperiode des 31. Kongresses. Einen Tag später wird der ebenfalls im November 1848 gewählte neue Präsident Zachary Taylor in sein Amt eingeführt. Er löst James K. Polk ab. Taylor hatte es abgelehnt am üblichen Tag, dem 4. März 1849, sein Amt anzutreten, weil dieser Tag auf einen Sonntag fiel.
- Während der gesamten Legislaturperiode gehen die Indianerkriege weiter. Außerdem nehmen die Spannungen zwischen den Nord und Südstaaten der USA allmählich zu. Außerdem kommt es zum Goldrausch in Kalifornien.
- 3. Mai 1849: Nach einem Deichbruch überflutet der Mississippi River große Teile der Stadt New Orleans.
- 29. Januar 1850: Senator Henry Clay bringt den Kompromiss von 1850 im Kongress ein.
- 19. März 1850: Die Firma American Express wird von Henry Wells und William Fargo gegründet.
- 4. April 1850: Los Angeles wird zur Stadt erhoben. Am 15. April folgt San Francisco.
- 19. April 1850: Abschluss des Clayton-Bulwer-Vertrags. Dabei vereinbaren die USA und Großbritannien, dass keiner von beiden einen alleinigen Einfluss auf einen künftigen, den Atlantik mit dem Pazifik verbindenden Kanal haben soll. Die Neutralität soll durch beide Nationen garantiert werden.
- 9. Juli 1850: Präsident Taylor stirbt und Vizepräsident Fillmore rückt in das höchste Staatsamt der USA auf. Damit wird das Amt des offiziellen Senatspräsidenten vakant.
- 9. Juli 1850: Kalifornien wird 31. Bundesstaat der USA.
- Juli 1850: Gründung des New-Mexico-Territoriums und des Utah-Territoriums.
- November 1850: Bei den Kongresswahlen gewinnen die Demokraten die Mehrheit in beiden Kammern.

## Die wichtigsten Gesetze
In den Sitzungsperioden des 31. Kongresses wurden unter anderem folgende Bundesgesetze verabschiedet (siehe auch: Gesetzgebungsverfahren):
- 9. September 1850: Compromise of 1850 verabschiedet, siehe Kompromiss von 1850
- 18. September 1850: Fugitive Slave Act
- 29. September 1850: Donation Land Claim Act

## Zusammensetzung nach Parteien

### Senat
- Demokratische Partei: 35
- Whig Party: 25
- Free Soil Party: 2
- Vakant: 0

Gesamt: 62 Stand am Ende der Legislaturperiode

### Repräsentantenhaus
- Demokratische Partei: 113
- Whig Party: 108
- Free Soil Party: 9
- American Party: 1
- Unabhängige: 1
- Vakant: 1

Gesamt: 233 Stand am Ende der Legislaturperiode
Außerdem gab es noch zwei nicht stimmberechtigte Kongressdelegierte.

## Amtsträger

### Senat
- Präsident des Senats: Millard Fillmore (W) bis zum 9. Juli 1850, Danach war das Amt vakant.
- Präsident pro tempore: David Rice Atchison (D) bis 5. Mai 1850, danach William R. King (D).

### Repräsentantenhaus
- Sprecher des Repräsentantenhauses: Howell Cobb (D)

## Senatsmitglieder
Im 31. Kongress vertraten folgende Senatoren ihre jeweiligen Bundesstaaten:
| Alabama - 2. Benjamin Fitzpatrick (D) bis zum 30. November 1849 - Jeremiah Clemens (D) ab dem 30. November 1849 - 3. William R. King (D) Arkansas - 2. William King Sebastian (D) - 3. Solon Borland (D) Kalifornien - 1. John C. Frémont (D) ab dem 10. September 1850 - 3. William M. Gwin (D) ab dem 10. September 1850 Connecticut - 1. Roger Sherman Baldwin (W) - 3. Truman Smith (W) Delaware - 1. John Wales (W) - 2. Presley Spruance (W) Florida - 1. David Levy Yulee (D) - 3. Jackson Morton (W) Georgia - 2. John MacPherson Berrien (W) - 3. William Crosby Dawson (W) Illinois - 2. Stephen A. Douglas (D) - 3. James Shields (D) mit einer Unterbrechung zwischen dem 6. März und dem 3. Dez. 1849 Indiana - 1. Jesse D. Bright (D) - 3. James Whitcomb (D) Iowa - 3. Augustus C. Dodge (D) - 2. George W. Jones (D) Kentucky - 2. Joseph R. Underwood (W) - 3. Henry Clay (W) Louisiana - 2. Solomon W. Downs (D) - 3. Pierre Soulé (D) Maine - 1. Hannibal Hamlin (D) - 2. James W. Bradbury (D) Maryland - 1. Reverdy Johnson (W) bis zum 7. März 1849 - David Stewart (W) vom 6. Dez. 1849 bis zum 12. Dez. 1850 - Thomas Pratt (W) ab dem 12. Dezember 1850 - 3. James Pearce (W) Massachusetts - 1. Daniel Webster (W) bis zum 22. Juli 1850 - Robert Charles Winthrop (W) vom 30. Juli 1850 bis zum 1. Februar 1851 - Robert Rantoul (D) ab dem 1. Februar 1851 - 2. John Davis (W) Michigan - 1. Lewis Cass (D) - 2. Alpheus Felch (D) | Mississippi - 1. Jefferson Davis (D) - 2. Henry S. Foote (D) Missouri - 1. Thomas Hart Benton (D) - 3. David Rice Atchison (D) New Hampshire - 2. John P. Hale (FS = Free Soil Party) - 3. Moses Norris (D) New Jersey - 1. William L. Dayton (W) - 2. Jacob W. Miller (W) New York - 1. Daniel S. Dickinson (D) - 3. William H. Seward (W) North Carolina - 2. Willie Person Mangum (W) - 3. George Edmund Badger (W) Ohio - 1. Thomas Corwin (W) bis zum 20. Juli 1850 - Thomas Ewing (W) ab dem 20. Juli 1850 - 3. Salmon P. Chase (FS) Pennsylvania - 1. Daniel Sturgeon (D) - 3. James Cooper (W) Rhode Island - 1. Albert C. Greene (W) - 2. John Hopkins Clarke (W) South Carolina - 2. John C. Calhoun (D) bis zum 31. März 1850 - Franklin H. Elmore (D) Vom 11. April bis zum 29. Mai 1850 - Robert Woodward Barnwell (D) Vom 4. Juni bis zum 18. Dezember 1850 - Robert Rhett (D) ab dem 18. Dezember 1850 - 3. Andrew Butler (D) Tennessee - 1. Hopkins L. Turney (D) - 2. John Bell (W) Texas - 1. Thomas Jefferson Rusk (D) - 2. Sam Houston (D) Vermont - 1. Samuel S. Phelps (W) - 3. William Upham (W) Virginia - 1. James Murray Mason (D) - 2. Robert Hunter (D) Wisconsin - 1. Henry Dodge (D) - 3. Isaac P. Walker (D) |

## Mitglieder des Repräsentantenhauses
Folgende Kongressabgeordnete vertraten im 31. Kongress die Interessen ihrer jeweiligen Bundesstaaten:
| Alabama 7 Wahlbezirke - 1. William J. Alston (W) - 2. Henry Washington Hilliard (W) - 3. Sampson Willis Harris (D) - 4. Samuel Williams Inge (D) - 5. David Hubbard (D) - 6. Williamson Cobb (D) - 7. Franklin Welsh Bowdon (D) Arkansas Staatsweite Wahl - Robert Ward Johnson (D) Kalifornien Staatsweite Wahl - Edward Gilbert (D) ab dem 11. September 1850 - George Washington Wright (Unabhängiger) ab dem 11. September 1850 Connecticut 4 Wahlbezirke - 1. Loren P. Waldo (D) - 2. Walter Booth (Free Soil Party) - 3. Chauncey F. Cleveland (D) - 4. Thomas B. Butler (W) Delaware Staatsweite Wahl - John W. Houston (W) Florida Staatsweit - Edward Carrington Cabell (W) Georgia 8 Wahlbezirke - 1. Thomas Butler King (W) bis zum 3. März 1850 - Joseph Webber Jackson (D) ab dem 4. März 1850 - 2. Marshall Johnson Wellborn (D) - 3. Allen Ferdinand Owen (W) - 4. Hugh A. Haralson (D) - 5. Thomas C. Hackett (D) - 6. Howell Cobb (D) - 7. Alexander Hamilton Stephens (W) - 8. Robert Augustus Toombs (W) Illinois 7 Wahlbezirke - 1. William Henry Bissell (D) - 2. John Alexander McClernand (D) - 3. Timothy R. Young (D) - 4. John Wentworth (D) - 5. William Alexander Richardson (D) - 6. Edward Dickinson Baker (W) - 7. Thomas L. Harris (D) Indiana 10 Wahlbezirke - 1. Nathaniel Albertson (D) - 2. Cyrus L. Dunham (D) - 3. John L. Robinson (D) - 4. George Washington Julian (Free Soil Party) - 5. William J. Brown (D) - 6. Willis A. Gorman (D) - 7. Edward W. McGaughey (W) - 8. Joseph E. McDonald (D) - 9. Graham N. Fitch (D) - 10. Andrew J. Harlan (D) Iowa 2 Wahlbezirke - 1. William Thompson (D) bis zum 29. Juni 1850 - Daniel F. Miller (W) ab dem 20. Dezember 1850 - 2. Shepherd Leffler (D) Kentucky 10 Wahlbezirke - 1. Linn Boyd (D) - 2. James Leeper Johnson (W) - 3. Finis McLean (W) - 4. George Caldwell (D) - 5. John Burton Thompson (W) - 6. Daniel Breck (W) - 7. Humphrey Marshall (W) - 8. Charles S. Morehead (W) - 9. John Calvin Mason (D) - 10. Richard H. Stanton (D) Louisiana 4 Wahlbezirke - 1. Emile La Sére (D) - 2. Charles Magill Conrad (W) bis zum 17. August 1850 - Henry Adams Bullard (W) ab dem 5. Dezember 1850 - 3. John H. Harmanson (D) bis zum 24. Oktober 1850 - Alexander G. Penn (D) ab dem 30. Dezember 1850 - 4. Isaac Edward Morse (D) Maine 7 Wahlbezirke - 1. Elbridge Gerry (D) - 2. Nathaniel Littlefield (D) - 3. John Otis (W) - 4. Rufus K. Goodenow (W) - 5. Cullen Sawtelle (D) - 6. Charles Stetson (D) - 7. Thomas J. D. Fuller (D) Maryland 6 Wahlbezirke. - 1. Richard Bowie (W) - 2. William Thomas Hamilton (D) - 3. Edward Hammond (D) - 4. Robert Milligan McLane (D) - 5. Alexander Evans (W) - 6. John Bozman Kerr (W) Massachusetts 10 Wahlbezirke - 1. Robert Charles Winthrop (W) bis zum 30. Juli 1850 - Samuel Atkins Eliot (W) ab dem 22. August 1850 - 2. Daniel P. King (W) - 3. James H. Duncan (W) - 4. Vakant - 5. Charles Allen (Free Soil Party) - 6. George Ashmun (W) - 7. Julius Rockwell (W) - 8. Horace Mann (W) - 9. Orin Fowler (W) - 10. Joseph Grinnell (W) Michigan 3 Wahlbezirke - 1. Alexander W. Buel (D) - 2. William Sprague (W) - 3. Kinsley S. Bingham (D) Mississippi 4 Wahlbezirke - 1. Jacob Thompson (D) - 2. Winfield Scott Featherston (D) - 3. William McWillie (D) - 4. Albert G. Brown (D) Missouri 5 Wahlbezirke - 1. James B. Bowlin (D) - 2. William Van Ness Bay (D) - 3. James S. Green (D) - 4. Willard Preble Hall (D) - 5. John S. Phelps (D) New Hampshire 4 Wahlbezirke - 1. Amos Tuck (Free Soil Party) - 2. Charles H. Peaslee (D) - 3. James Wilson (W) bis zum 9. September 1850 - George W. Morrison (D) ab dem 8. Oktober 1850 - 4. Harry Hibbard (D) New Jersey 5 Wahlbezirke - 1. Andrew K. Hay (W) - 2. William A. Newell (W) - 3. Isaac Wildrick (D) - 4. John Van Dyke (W) - 5. James G. King (W) New York 34 Wahlbezirke. - 1. John Alsop King (W) - 2. David A. Bokee (W) - 3. Jonas P. Phoenix (W) - 4. Walter Underhill (W) - 5. George Briggs (W) - 6. James Brooks (W) - 7. William Nelson (W) - 8. Ransom Halloway (W) - 9. Thomas McKissock (W) - 10. Herman D. Gould (W) - 11. Peter H. Silvester (W) - 12. Gideon Reynolds (W) - 13. John L. Schoolcraft (W) - 14. George R. Andrews (W) - 15. John R. Thurman (W) - 16. Hugh White (W) - 17. Henry P. Alexander (W) - 18. Preston King (Free Soil) - 19. Charles E. Clarke (W) - 20. Orsamus B. Matteson (W) - 21. Hiram Walden (D) - 22. Henry Bennett (W) - 23. William Duer (W) - 24. Daniel Gott (W) - 25. Harmon S. Conger (W) - 26. William Terry Jackson (W) - 27. William A. Sackett (W) - 28. Abraham M. Schermerhorn (W) - 29. Robert L. Rose (W) - 30. David Rumsey (W) - 31. Elijah Risley (W) - 32. Elbridge G. Spaulding (W) - 33. Harvey Putnam (W) - 34. Lorenzo Burrows (W) | North Carolina 9 Wahlbezirke - 1. Thomas Lanier Clingman (W) - 2. Joseph Pearson Caldwell (W) - 3. Edmund Deberry (W) - 4. Augustine Henry Shepperd (W) - 5. Abraham Watkins Venable (D) - 6. John Daniel (D) - 7. William Shepperd Ashe (D) - 8. Edward Stanly (W) - 9. David Outlaw (W) Ohio 21 Wahlbezirke - 1. David T. Disney (D) - 2. Lewis D. Campbell (W) - 3. Robert Cumming Schenck (W) - 4. Moses Bledso Corwin (W) - 5. Emery D. Potter (D) - 6. Rodolphus Dickinson (D) bis zum 20. März 1849 - Amos E. Wood (D) Vom 3. Dezember 1849 bis zum 19. November 1850 - John Bell (W) ab dem 7. Januar 1851 - 7. Jonathan D. Morris (D) - 8. John L. Taylor (W) - 9. Edson B. Olds (D) - 10. Charles Sweetser (D) - 11. John K. Miller (D) - 12. Samuel Finley Vinton (W) - 13. William A. Whittlesey (D) - 14. Nathan Evans (W) - 15. William F. Hunter (W) - 16. Moses Hoagland (D) - 17. Joseph Cable (D) - 18. David Kellogg Cartter (D) - 19. John Crowell (W) - 20. Joshua Reed Giddings (Free Soil Party) - 21. Joseph M. Root (Free Soil Party) Pennsylvania 24 Wahlbezirke - 1. Lewis Charles Levin (A= American Party) - 2. Joseph Ripley Chandler (W) - 3. Henry Dunning Moore (D) - 4. John Robbins (D) - 5. John Freedley (W) - 6. Thomas Ross (D) - 7. Jesse Column Dickey (W) - 8. Thaddeus Stevens (W) - 9. William Strong (D) - 10. Milo Melankthon Dimmick (D) - 11. Chester Pierce Butler (W) bis zum 5. Oktober 1850 - John Brisbin (D) ab dem 13. November 1850 - 12. David Wilmot (D) - 13. Joseph Casey (W) - 14. Charles Wesley Pitman (W) - 15. Henry Nes (W) bis zum 10. September 1850 - Joel Buchanan Danner (D) ab dem 2. Dezember 1850 - 16. James Xavier McLanahan (D) - 17. Samuel Calvin (W) - 18. Andrew Jackson Ogle (W) - 19. Job Mann (D) - 20. Robert Rentoul Reed (W) - 21. Moses Hampton (W) - 22. John W. Howe (Free Soil Party) - 23. James Thompson (D) - 24. Alfred Gilmore (D) Rhode Island 2 Wahlbezirke - 1. George Gordon King (W) - 2. Nathan Fellows Dixon (W) South Carolina 7 Wahlbezirke - 1. Daniel Wallace (D) - 2. James Lawrence Orr (D) - 3. Joseph A. Woodward (D) - 4. John McQueen (D) - 5. Armistead Burt (D) - 6. Isaac E. Holmes (D) - 7. William F. Colcock (D) Tennessee 11 Wahlbezirke - 1. Andrew Johnson (D) - 2. Albert Galiton Watkins (W) - 3. Josiah M. Anderson (W) - 4. John Houston Savage (D) - 5. George Washington Jones (D) - 6. James Houston Thomas (D) - 7. Meredith Poindexter Gentry (W) - 8. Andrew Ewing (D) - 9. Isham G. Harris (D) - 10. Frederick Perry Stanton (D) - 11. Christopher Harris Williams (W) Texas 2 Wahlbezirke - 1. David Spangler Kaufman (D) bis zum 31. Januar 1851 - 2. Volney Howard (D) Vermont 4 Wahlbezirke - 1. William Henry (W) - 2. William Hebard (W) - 3. George Perkins Marsh (W) bis 1849, genaues Datum unbekannt - James Meacham (W) ab dem 3. Dezember 1849 - 4. Lucius Benedict Peck (D) Virginia 15 Wahlbezirke - 1. John Millson (D) - 2. Richard Kidder Meade (D) - 3. Thomas H. Averett (D) - 4. Thomas Stanley Bocock (D) - 5. Paulus Powell (D) - 6. James Alexander Seddon (D) - 7. Thomas H. Bayly (D) - 8. Alexander Holladay (D) - 9. Jeremiah Morton (W) - 10. Richard Parker (D) - 11. James McDowell (D) - 12. Henry A. Edmundson (D) - 13. Fayette McMullen (D) - 14. James M. H. Beale (D) - 15. Alexander Newman (D) bis zum 8. September 1849 - Thomas Haymond (W) ab dem 8. November 1849 Wisconsin 3 Wahlbezirke - 1. Charles Durkee (Free Soil Party) - 2. Orsamus Cole (W) - James Duane Doty (D) |

Nicht stimmberechtigte Mitglieder im Repräsentantenhaus:
- Minnesota-Territorium: Henry Hastings Sibley ab dem 7. Juli 1849.
- Oregon-Territorium: Samuel Thurston (D)